# 布駅
布駅（ぬのえき）は、広島県広島市安佐北区安佐町飯室に存在した西日本旅客鉄道（JR西日本）可部線の駅（廃駅）である。
可部線非電化区間（可部 - 三段峡間）の廃線に伴い、2003年（平成15年）12月1日に廃止された。

## 歴史

### 年表
- 1946年（昭和21年）8月15日：国鉄可部線 安芸飯室 - 布間開通時に開業[1]。一般駅[1]。
- 1954年（昭和29年）3月30日：可部線が加計駅まで開通。
- 1965年（昭和40年）
  - 10月1日：荷物扱い廃止[2]。旅客の取扱いについては駅員無配置駅となる[3]。
  - 12月21日：貨物の取扱を廃止（旅客駅となる）[1]。
- 1972年（昭和47年）9月1日：国鉄（→JR）の特定都区市内制度が広島市に導入されたが、当駅は「広島市内」の駅から除外される[4][注釈 1]。
- 1973年（昭和48年）5月1日：国鉄（→JR）の特定都区市内制度における「広島市内」の駅となる[5]。
- 1987年（昭和62年）4月1日：国鉄分割民営化によりJR西日本が継承[1]。
- 2003年（平成15年）12月1日：廃止。

## 駅構造

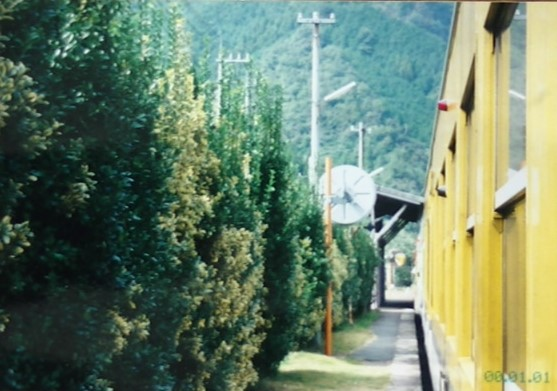
営業していた当時の布駅
（2003年11月）

相対式ホーム2面2線を持つ地上駅であったが、晩年は上り線（北側）の線路が撤去され、単式ホームとなっていた。駅舎はなく、無人駅であった。また、待合所もあったが、廃止前には既に撤去されていた。

## 利用状況
以下の情報は、広島市統計書及び広島市勢要覧に基づいたデータである。
| 年度               | 1日平均 乗車人員 | 年度毎 総数 | 定期券 総数 | 普通券 総数 |
| ------------------ | ---------------- | ----------- | ----------- | ----------- |
| 1968年（昭和43年） | 167.6            | 122,339     | 113,560     | 8,779       |
| 1969年（昭和44年） | 147.9            | 107,933     | 98,934      | 8,999       |
| 1970年（昭和45年） | 165.5            | 120,810     | 90,234      | 30,576      |
| 1971年（昭和46年） | 108.4            | 79,344      | 68,114      | 11,230      |
| 1972年（昭和47年） | 100.2            | 73,158      | 62,970      | 10,188      |
| 1973年（昭和48年） | 95.2             | 69,518      | 52,496      | 17,022      |
| 1974年（昭和49年） | 84.5             | 61,679      | 49,832      | 11,847      |
| 1975年（昭和50年） | 70.2             | 51,359      | 39,566      | 11,793      |
| 1976年（昭和51年） | 71.7             | 52,335      | 40,436      | 11,899      |
| 1977年（昭和52年） | 76.2             | 55,591      | 45,008      | 10,583      |
| 1978年（昭和53年） | 73.0             | 53,285      | 46,050      | 7,235       |

以上の1日平均乗車人員は、乗車数と降車数が同じであると仮定し、年度毎総数を365（閏年が関係する1971・1975年は366）で割った後で、さらに2で割った値を、小数点第二位で四捨五入。小数点一位の値にした物である。
| 年度                | 1日平均 乗車人員 |
| ------------------- | ---------------- |
| 1979年（昭和54年）  | 67               |
| 1980年（昭和55年）  | 63               |
| 1981年（昭和56年）  | 77               |
| 1982年（昭和57年）  | 71               |
| 1983年（昭和58年）  | 72               |
| 1984年（昭和59年）  | 75               |
| 1985年（昭和60年）  | 71               |
| 1986年（昭和61年）  | 64               |
| 1987年（昭和62年）  | 61               |
| 1988年（昭和63年）  | 63               |
| 1989年（平成 元年） | 71               |
| 1990年（平成02年）  | 70               |
| 1991年（平成03年）  | 68               |
| 1992年（平成04年）  | 50               |
| 1993年（平成05年）  | 46               |
| 1994年（平成06年）  | 41               |
| 1995年（平成07年）  | 41               |
| 1996年（平成08年）  | 37               |
| 1997年（平成09年）  | 34               |
| 1998年（平成10年）  | 30               |
| 1999年（平成11年）  | 21               |
| 2000年（平成12年）  | 17               |
| 2001年（平成13年）  | 16               |
| 2002年（平成14年）  | 11               |
| 2003年（平成15年）  | 13               |

## 駅周辺
駅前には自転車置き場と未舗装の駅前広場があった。駅のすぐ南側を国道191号が通り、国道191号の南側には太田川が流れている。
駅から国道191号を広島方面に少し行ったところにある大川橋（広島県道38号広島豊平線になっている）で対岸の広島市安佐北区安佐町久地に渡ることができる。
- 広電バス「上布（旧・布駅前）」停留所

## 現状
ホームが残っているが線路や待合室は撤去されている。草木が生い茂っており、駅跡地の面影を探すことも難しい状態となっている。

## 隣の駅
西日本旅客鉄道（JR西日本）
可部線
安芸飯室駅 - 布駅 - 小河内駅